# Прилук (Верхнеустькулойское сельское поселение)
Прилук — деревня в Вельском районе Архангельской области. Входит в состав муниципального образования «Верхнеустькулойское».

## География
Деревня расположена в южной части Архангельской области, в таёжной зоне, в пределах северной части Русской равнины, в 22 километрах на восток от города Вельска, на правом берегу реки Кулой притока Ваги. Ближайшие населённые пункты: на юге, на противоположенном берегу реки, деревня Мелединская. Через деревню проходит автомобильная дорога Вельск-Октябрьский-Шангалы.
Часовой пояс
Прилук, как и вся Архангельская область, находится в часовой зоне МСК (московское время). Смещение применяемого времени относительно UTC составляет +3:00.

## Население
| 2002 | 2010 | 2012 | 2014 |
| ---- | ---- | ---- | ---- |
| 0    | ↗2   | ↗5   | →5   |

## История
Указана в «Списке населённых мест по сведениям 1859 года» в составе Вельского уезда(2-го стана) Вологодской губернии под номером «2604» как «Прилуцкая(Прилукъ)». Насчитывала 7 дворов, 32 жителя мужского пола и 39 женского.
В материалах оценочно-статистического исследования земель Вельского уезда упомянуто, что в 1900 году в административном отношении деревня входила в состав Усть-Кулойского сельского общества Устьвельской волости. На момент переписи в селении Лихой Прилукъ(Прилуцкая) находилось 18 хозяйств, в которых проживало 55 жителей мужского пола и 57 женского.
Приблизительно в 3 километрах по автомобильной дороге от деревни в сторону города Вельск в 1989 году обнаружено кладбище заключённых Северо-Двинского ИТЛ. При обследовании захоронения было выявлено 30-50 индивидуальных и общих могил. Предположительно, здесь проводились захоронения заключённых, умерших в 1940-х годах при строительстве железной дороги Коноша-Котлас. Списки и сведения о захороненных отсутствуют, численность не известна . 